# Citroën Type 23
Citroën Type 23 – francuska ciężarówka wykorzystywana m.in. podczas II wojny światowej, znana także pod skrótem U23 (z fr. utilitaire - użytkowy).

## Historia
Citroën Type 23 produkowany był w latach 1935–1969, co czyni go jednym z najdłużej produkowanych modeli firmy Citroën. Łącznie wyprodukowano 121 902 sztuk.
Od roku 1936 do oferty wprowadzono modele z silnikiem Diesla, posiadające także hamulce wspomagane hydraulicznie. W 1956 roku został przebudowany w przedniej części, przy czym całość konstrukcji pozostawiono niezmienioną.
Najpopularniejszy okazał się model skrzyni z plandeką (wykorzystywany przez armię francuską), sporym zainteresowaniem cieszyła się także wersja autobusu miejskiego używana m.in. przez Compagnie des Transports (firmę transportową marki Citroën).

## Dane techniczne
- Ładowność: 1500 kg
- Pojemność silnika: 1911 cm
- Moc maksymalna: 52 KM[1]